# Microhasarius pauperculus
Microhasarius pauperculus är en spindelart som beskrevs av Simon 1902. Microhasarius pauperculus ingår i släktet Microhasarius och familjen hoppspindlar. Inga underarter finns listade i Catalogue of Life.